# Герб Новгородської області

Герб Новгородської області

Герб Новгородської області є символом Новгородської області, прийнято 9 жовтня 1995 року. Центральний елемент герба також зображено на прапорі Новгородської області.

## Опис
На срібному полі щита два чорні ведмеді, що підтримують золоте крісло зі східчастим постаментом та з червленою (червоною) подушкою. На сидіння поставлені навхрест із правої сторони золотий скіпетр, завершений хрестом, з лівої сторони — золотий хрест. Над кріслом золотий трисвічник з палаючими червленим полум'ям свічами. У лазуровій (синій, блакитній) окраїні щита дві срібні, одна проти іншої, риби. Щит увінчаний Імператорською короною й оточений золотими дубовими листами, з'єднаними Андріївською стрічкою.